# Bodotria pulex
Bodotria pulex är en kräftdjursart som först beskrevs av John Todd Zimmer 1903.  Bodotria pulex ingår i släktet Bodotria och familjen Bodotriidae. Inga underarter finns listade i Catalogue of Life.